# Spellbound - L'incantesimo
Spellbound - L'incantesimo (Spellbound) è un film d'animazione del 2024 diretto da Vicky Jenson e co-diretto da Jorge Blanco, da una sceneggiatura di Julia Miranda e del team di scrittura di Lauren Hynek ed Elizabeth Martin, basata su una storia ideata da Jenson, Hynek e Martin. Le musiche sono composte da Alan Menken, che ha anche scritto le canzoni insieme al collaboratore di lunga data e paroliere Glenn Slater. Prodotto da Skydance Animation, il film in CGI ha le voci di Rachel Zegler, John Lithgow, Jenifer Lewis, Tituss Burgess, Nathan Lane, Javier Bardem e Nicole Kidman. Ambientata nel mondo della magia conosciuto come Lumbria, la storia segue la principessa Ellian (Zegler) che deve spezzare l'incantesimo che ha trasformato i suoi genitori (Bardem e Kidman) in mostri e dividere il suo regno in due.
Il progetto, inizialmente intitolato Split, è stato annunciato nel luglio 2017, poco dopo la costituzione di Skydance Animation nel marzo 2017, con la distribuzione programmata da Paramount Pictures per il 2019. In seguito il film ha subito dei cambiamenti, come la data di uscita, con Jenson successivamente annunciato come regista, e il titolo del film è cambiato in The Unbreakable Spell, prima di arrivare al titolo attuale. Il film è stato acquistato da Apple TV+ nel dicembre 2020, prima che Netflix ne acquisisse i diritti nell'ottobre 2023. Gran parte del cast vocale principale ha firmato nel giugno 2022, dopo il casting di Zegler nell'aprile 2022. La produzione è stata realizzata in remoto durante la pandemia di COVID-19.
Spellbound è stato presentato in anteprima al Paris Theater di New York l'11 novembre 2024 ed è stato distribuito su Netflix il 22 novembre. Ha ricevuto recensioni contrastanti da parte della critica.

## Trama
Nel magico regno di Lumbria, la giovane principessa Ellian deve affrontare il fatto che i suoi genitori, il re Solon e la regina Ellsmere, sono stati trasformati in mostri dall'aspetto buffo un anno fa, dopo un viaggio nella Foresta Oscura dell'Oscurità Eterna. I consiglieri reali, i ministri Bolinar e Nazara Prone, la aiutano a supervisionare e nascondere i mostri al pubblico, ma non riuscendo a trasformarli di nuovo, pensano che Ellian dovrebbe diventare la nuova regina, dato che raggiungerà la maggiore età il giorno del suo quindicesimo compleanno. Come ultimo tentativo di riportare indietro i suoi genitori, Ellian organizza un incontro con due divinità, Sunny e Luno, rispettivamente gli Oracoli del Sole e della Luna. Tuttavia, durante la loro visita, il re e la regina in versione mostri selvaggi li spaventano, lasciando dietro di sé solo un dispositivo magico chiamato "The Fob" che combina i loro poteri.
Ellian fa uscire accidentalmente i mostri dalle loro gabbie, e questi scatenano il caos nel regno, rendendo i sudditi e il Capitano delle Guardie consapevoli della situazione. Con il panico che scoppia tra la gente, il Capitano ordina che i mostri vengano allontanati dal regno, spingendo Ellian a usare la magia del Fob in modo che lei e i suoi genitori possano scappare e visitare di persona gli Oracoli. Usa di nuovo il Fob per liberare le guardie e i ministri che li inseguono, facendo sì che Bolinar scambi accidentalmente il corpo con il roditore domestico di Ellian, Flink.
Nella casa di Sunny e Luno nella Foresta Oscura, rivelano che solo i genitori di Ellian possono invertire l'incantesimo viaggiando fino al Lago di Luce. Durante il viaggio, il Re e la Regina riacquistano la capacità di parlare ma non i ricordi di se stessi. Bolinar cerca di condurre le guardie da loro, ma Ellian aiuta i suoi genitori a scappare attraverso un deserto pieno di sabbie mobili. Dopo che Ellian salva un cucciolo di grifone dalle sabbie mobili e lo riporta sano e salvo ai suoi genitori, Solon ed Ellsmere ricordano cosa significa essere genitori e finalmente riconoscono Ellian come loro figlia. Il ritorno della loro umanità fa capire a Bolinar che Ellian aveva ragione a non perdere la speranza, mentre inizia anche ad apprezzare il suo nuovo corpo dopo aver stretto amicizia con creature della specie di Flink.
Il gruppo raggiunge il Lago di Luce, e si scopre che i continui litigi tra Solon ed Ellsmere sono stati la causa della loro trasformazione. Rendendosi conto di essere una coppia infelice, dicono a Ellian che non possono più stare insieme. Un vortice di magia oscura appare e si avvicina per consumare una Ellian sconvolta, mentre i suoi genitori vengono catturati dalle guardie, che credono ancora che siano bestie pericolose. Riescono a convincere i loro sudditi del contrario dopo che Bolinar raduna i conspecifici di Flink per fermare le guardie e liberarli. Solon ed Ellsmere usano quindi la luce del lago per salvare Ellian dall'oscurità. Assicurandole che, nonostante l'amore tra loro due sia finito, il loro amore per lei non è mai cambiato e non cambierà mai, Ellian fa pace con la loro decisione di separarsi, capendo che non spezzerà il loro legame familiare. Si abbracciano e l'incantesimo viene revocato, trasformando di nuovo Solon ed Ellsmere in umani e riportando Flink e Bolinar nei rispettivi corpi.
Un anno dopo, Solon ed Ellsmere vivono in palazzi separati, ma riescono a governare il regno in armonia e a crescere Ellian insieme. Nel giorno del suo sedicesimo compleanno, Ellian festeggia in grande con la sua famiglia e i suoi amici, abbracciando felicemente sia i cambiamenti positivi che quelli negativi nella sua vita.

## Produzione

### Sviluppo
Nel marzo 2017, Skydance Media ha stretto una partnership pluriennale con lo studio d'animazione Ilion Animation Studios di Madrid, formando una divisione d'animazione chiamata Skydance Animation.
A luglio, ha annunciato Split e il CEO di Skydance Media David Ellison ha rivelato che Linda Woolverton stava scrivendo il film. Nel gennaio 2019, Skydance Animation ha assunto l'ex direttore creativo dei Pixar Animation Studios e dei Walt Disney Animation Studios John Lasseter come responsabile dell'animazione. Nell'aprile 2020, il compositore di canzoni e colonne sonore Alan Menken ha annunciato di essere al lavoro sul progetto con Lasseter, che è stato ribattezzato The Unbreakable Spell prima che diventasse Spellbound. Il mese successivo, Skydance ha annunciato ufficialmente che Menken si è riunito con il paroliere Glenn Slater e il produttore musicale esecutivo Chris Montan, che avevano già collaborato con Lasseter per Rapunzel (2010), per lavorare a Spellbound.
Il film sarebbe stato diretto da Vicky Jenson, da una sceneggiatura di Woolverton e del team di sceneggiatori Lauren Hynek ed Elizabeth Martin, con canzoni di Menken e del collaboratore di lunga data Glenn Slater. Nel luglio 2020 è stato annunciato che Spellbound sarebbe stato distribuito da Paramount Pictures senza Paramount Animation fino a quando, nel dicembre 2020, Apple TV+ non ha acquisito i diritti di distribuzione nell'ambito di un accordo più ampio con Skydance Animation. Gli Apple Studios avrebbero sostituito Paramount come società di produzione. Tuttavia, nell'ottobre del 2023, Skydance Animation ha concluso il suo accordo con Apple e successivamente firmò un accordo pluriennale con Netflix, che si sarebbe occupata della distribuzione dei futuri film dello studio in produzione, tra cui Spellbound. Nel febbraio del 2024 fu rivelato che Julia Miranda si era unita allo staff di sceneggiatori. Nel giugno 2024, Linda Woolverton è stata confermata come produttrice e non è più accreditata come scrittrice del film.

### Cast
Nell'aprile 2022, Rachel Zegler viene scritturata per il ruolo della protagonista. A giugno, si aggiungono al cast Nicole Kidman, Javier Bardem, John Lithgow, Nathan Lane, Jenifer Lewis, André De Shields e Jordan Fisher. Nel giugno 2023, Tituss Burgess entra nel cast, sostituendo De Shields.

### Animazione
L'animazione è stata fornita da Skydance Animation Madrid ed è stata realizzata anche a Los Angeles e nel Connecticut, con porzioni di produzione realizzate in remoto durante la pandemia di COVID-19..

## Colonna sonora
La colonna sonora di Spellbound - L’incantesimo è stata composta e orchestrata da Alan Menken tra i nomi più importanti del Rinascimento Disney, responsabile anche delle note di film come La sirenetta, La bella e la bestia e Aladdin.
I testi dei brani sono stati scritti dal paroliere Glenn Slater.
La colonna sonora è stata pubblicata dall'etichetta Republic Records il 22 novembre 2024 in formato digitale.

### Album

#### Versione originale
Testi di Glenn Slater, musiche di Alan Menken.
1. Rachel Zegler, John Lithgow e Jenifer Lewis – My Parents Are Monsters – 4:10
2. Rachel Zegler, John Lithgow e Jenifer Lewis – Step by Step – 3:25
3. Nathan Lane e Tituss Burgess – How to Break the Spell – 0:39
4. Rachel Zegler – The Way It Was Before – 3:43
5. Rachel Zegler, Nathan Lane e Tituss Burgess – Look for the Light – 3:49
6. Rachel Zegler, Javier Bardem, and Nicole Kidman – Remembering – 2:50
7. John Lithgow – I Could Get Used to This – 3:06
8. Rachel Zegler – What About Me – 2:09
9. Rachel Zegler, Javier Bardem e Nicole Kidman – What About Us-The Way It Was Before (Reprise) – 4:03
10. Rachel Zegler – My Monsters are Parents – 1:08
11. Lauren Spencer-Smith – The Way It Was Before (End Credits Version) – 3:46
12. Alan Menken – Elian and Her Parents Suite – 9:01
13. Alan Menken – Journey Suite – 8:37
14. Alan Menken – Lord Candypants – 2:11
15. Alan Menken – Oracles Suite – 4:42
16. Alan Menken – Flinks Suite – 2:51

#### Versione italiana
1. Sissi, Massimo Ranieri e Simona Patitucci – I miei genitori sono mostri – 4:11
2. Sissi, Massimo Ranieri e Simona Patitucci – Un passo dopo l’altro – 3:24
3. Gigi e Marco Manca – Il segreto che spezza l'incantesimo – 0:42
4. Sissi – Se potessi tornare indietro – 3:40
5. Sissi, Gigi e Marco Manca – Trova la luce – 3:34
6. Sissi, Roberto Pedicini e Renata Fusco – Viaggio tra i ricordi – 2:49
7. Massimo Ranieri – Cambio abitudini – 3:07
8. Sissi – Chi pensa a me – 2:11
9. Sissi, Roberto Pedicini e Renata Fusco – Un amore eterno – 4:03
10. Sissi – Che amabili mostri – 1:09

## Distribuzione
Nel marzo 2017, è stato riferito che l'uscita originaria era prevista per il 2019.. Il 20 luglio 2020, Paramount Pictures ha datato il film per l'11 novembre 2022. Il 16 dicembre 2020, Apple TV+ è entrata in trattative per rilevare i diritti di distribuzione del film, mantenendo la data dell'11 novembre. Tuttavia, il film ha finito per mancare la data di uscita per motivi sconosciuti.
A giugno, al Festival internazionale del film d'animazione di Annecy del 2023, Jenson e il responsabile delle storie Brian Pimental hanno presentato una copia di lavorazione e dei bozzetti del film. Poco dopo, è stata annunciata l'uscita del film nel 2024.
La première statunitense del film si è svolta il 11 novembre 2024 al The Paris Theater di New York. Il film è stato distribuito sulla piattaforma Netflix a partire dal 22 novembre 2024.

## Promozione
Nel marzo 2022, è stato riferito che Skydance Animation ha stretto un accordo pluriennale con Spin Master Entertainment per la realizzazione di giocattoli basati sul film.
Il teaser trailer è stato distribuito il 30 luglio 2024.
Il trailer è stato distribuito il 29 ottobre 2024.

## Edizione italiana
La direzione del doppiaggio è stata curata da Massimiliano Manfredi su dialoghi italiani di Ilaria Tornesi, per conto della Iyuno.

## Accoglienza

### Ascolti
Durante la finestra di visione dal 18 al 24 novembre, Spellbound - L'incantesimo si è assicurato la posizione numero 3 nella classifica delle migliori serie di Netflix, accumulando 8,5 milioni di visualizzazioni nei primi tre giorni. La settimana successiva (25 novembre-1º dicembre) è salita alla posizione numero 2, raccogliendo 15,3 milioni di visualizzazioni.
Secondo Luminate Film & TV Streaming Viewership, il film si è classificato al secondo e terzo posto tra i film originali in streaming più visti negli Stati Uniti rispettivamente nelle settimane dal 22 al 28 novembre e dal 29 novembre al 5 dicembre.

### Critica
Sul sito aggregatore di recensioni Rotten Tomatoes, il 45% delle 40 recensioni della critica sono positive, con un voto medio di 5,4 su 10. Il consenso del sito web recita: "Spellbound è una visione innocua grazie all'animazione colorata e alla morale intelligente, ma questa favola non riesce a suscitare un vero fascino" Metacritic, che utilizza una media ponderata, ha assegnato al film un punteggio di 54 su 100, basato su 12 critiche, indicando recensioni "miste o medie".

## Riconoscimenti
- 2025 - Annie Award[28][29]
  - Candidatura per miglior character design in una produzione televisiva d'animazione a Guillermo Ramírez
  - Candidatura per miglior storyboarding in una produzione televisiva d'animazione a Carlos Zapater e Alex Relloso